# Neorhamnusium taiwanum
Neorhamnusium taiwanum är en skalbaggsart som beskrevs av Hayashi och Ando 1976. Neorhamnusium taiwanum ingår i släktet Neorhamnusium och familjen långhorningar.
Artens utbredningsområde är Taiwan. Inga underarter finns listade i Catalogue of Life.